# Katjuscha (Lied)
Katjuscha (russisch Катюша Katharinchen) ist ein russisches Liebeslied. Der Text wurde 1938 von Michail Issakowski (1900–1973) geschrieben, die Musik stammt von Matwei Blanter (1903–1990). Ebenso wie Moskauer Nächte, Dorogoi dlinnoju (internationale Version: Those Were the Days) und einige andere russische Schlager entwickelte sich Katjuscha zu einem beliebten Liedklassiker, der populär geblieben ist und von vielen Künstlern interpretiert wurde. Die russische Bezeichnung des Mehrfach-Raketenwerfers Katjuscha, auf Deutsch unter dem Begriff Stalinorgel bekannt, geht auf dieses Lied zurück.

## Schreibweise des Titels
Durch die unterschiedliche Transkription der kyrillischen Schrift ins Lateinische existieren unterschiedliche Schreibweisen. Im Deutschen ist Katjuscha (mit „j“ und „sch“) am geläufigsten, im Angelsächsischen Katjusha (ohne „c“ im „sch“) oder auch Katyusha (mit „y“ und „sh“). Katiusha (Spanisch), Katioucha (Französisch) und Katiusza (Polnisch) sind sprachlich bedingt ebenfalls weit verbreitet. Die wissenschaftliche Transliteration lautet Katûša.

## Geschichte
Katjuscha entstand 1938 als unterhaltende Estrada-Komposition. Der Text stammte von Michail Issakowski, die Musik von Matwei Blanter. Beide waren im sowjetischen Musikbetrieb etablierte Größen. Issakowski hatte bereits eine Reihe bekannter Schlagertexte verfasst. Blanter, der während seiner Laufbahn auch Partisanenlieder vertonte und 1946 für sein Werk den Stalinpreis erhielt, forcierte in stilistischer Hinsicht einen Mittelkurs zwischen traditionellem Folklore-Liedgut und stärker urban geprägten modernen Schlagern. Textlich ist Katjuscha simpel gehalten. Das Lied thematisiert die Sehnsucht einer jungen Frau, die darunter leidet, dass ihr Geliebter im Krieg ist. Der titelgebende Vorname Katjuscha ist eine liebevolle Verkleinerungsform des russischen Namens Jekaterina (Екатерина). Uraufgeführt wurde das Stück am 27. November 1938 im Moskauer Haus der Gewerkschaften. Die Orchesterleitung hatte Wiktor Knuschewizki; Sängerin war Walentina Batischtschewa.

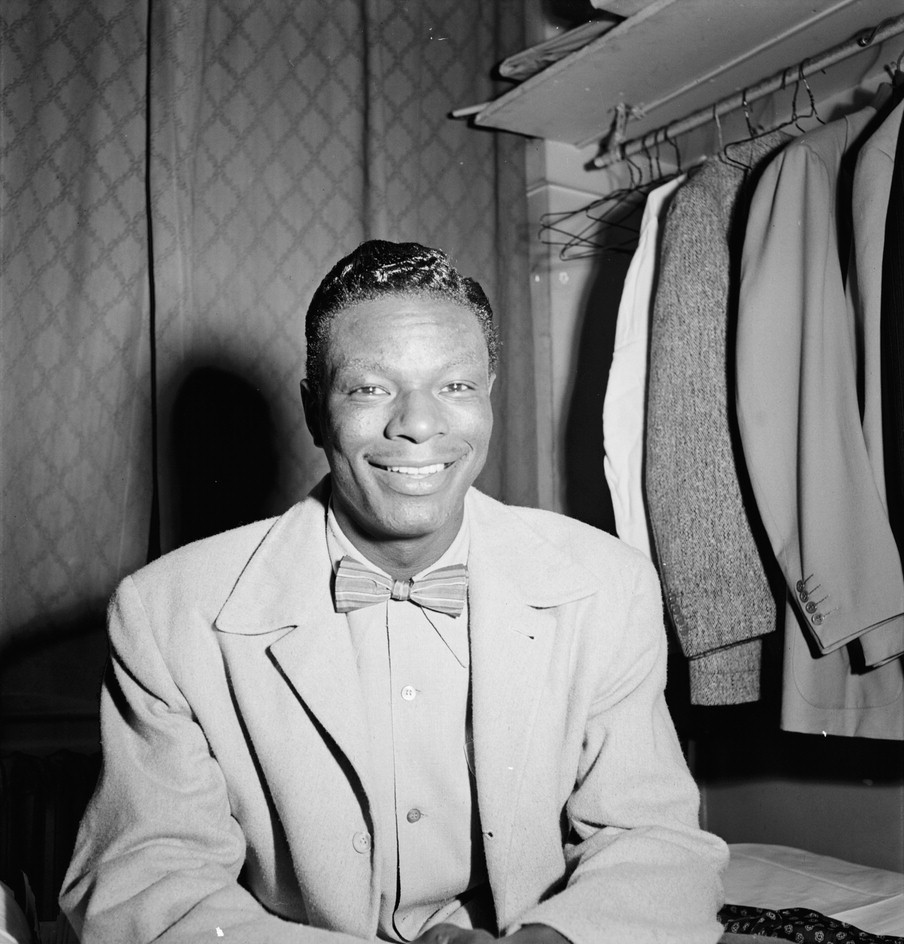
Interpretierte eine der wenigen englischsprachigen Versionen: Nat King Cole.
Foto: William P. Gottlieb (um 1946)

Seine Popularisierung sowie weltweite Verbreitung erfuhr das Lied Katjuscha anlässlich des Angriffs der deutschen Wehrmacht auf die Sowjetunion und des dadurch ausgelösten Großen Vaterländischen Kriegs. Die Beliebtheit des Liedes während der Kriegsjahre soll auf einen Studentinnenchor einer Moskauer Industriehochschule zurückgehen, der an die Front ausrückende Soldaten im Juli 1941 mit dem Lied verabschiedete. Zur offiziellen Kriegshymne der Sowjetunion avancierte dagegen Wstawaj, strana ogromnaja (Steh auf, du Riesenland; englischer Titel: The Sacred War) – ein Stück, das eigens zu diesem Zweck komponiert und bereits einen Monat zuvor bei einer früheren Soldatenverabschiedung gespielt worden war. Bis Kriegsende wurde Katjuscha von unterschiedlichen Interpreten und Formationen gesungen – unter anderem der Folkloresängerin Lidija Ruslanowa und dem Chor der Roten Armee. Der Name des sowjetischen Katjuscha-Raketenwerfers geht ebenfalls auf das Lied zurück. Die Bedeutung von Katjuscha für die Frontsoldaten wird von Historikern mit derjenigen des deutschen Schlagers Lili Marleen verglichen.
Text und Melodie von Katjuscha verbreiteten sich während der Kriegsjahre in ganz Europa.
- Eine der bekanntesten Adaptionen ist das 1943 entstandene italienische Partisanenlied Fischia il vento.[2] Der Text stammte von dem Arzt und Resistenza-Aktivisten Felice Cascione. Anders als das russische Original war Fischia il vento ein reines Mobilisierungs- und Kampflied. Nach Bella Ciao ist es bis heute das wohl bekannteste italienische Partisanenlied. Zwei später eingespielte Versionen stammen von der Sängerin und Schauspielerin Milva (1966) sowie der sich ebenfalls politisch links einordnenden Folkrockband Modena City Ramblers (1995).
- Die griechische Partisanenbewegung adaptierte Katjuscha ebenfalls. Während des Griechischen Bürgerkriegs 1946 bis 1949 war die Katjuscha-Melodie Basis der Hymne der kommunistischen Widerstandsbewegung EAM. Schriftlich festgehalten, vertont und eingespielt wurde diese Variante erst später – unter Ägide des Komponisten Thanos Mikroutsikos und gesungen von Maria Dimitriadi. Während und nach dem Krieg etablierte sich auch eine hebräische Version.
- Besonders populär war das Lied bei jungen israelischen Pionieren und in Kibbutzim. Der hebräische Text von Katya ging auf den Schriftsteller Noah Pniel zurück, der ihn 1940, vor seiner Flucht aus Litauen niedergeschrieben hatte. Ebenso wie andere russische Lieder war und ist Katjuscha in Israel sehr populär.

Nach dem Zweiten Weltkrieg änderte sich an der Beliebtheit des Liedes nur wenig.

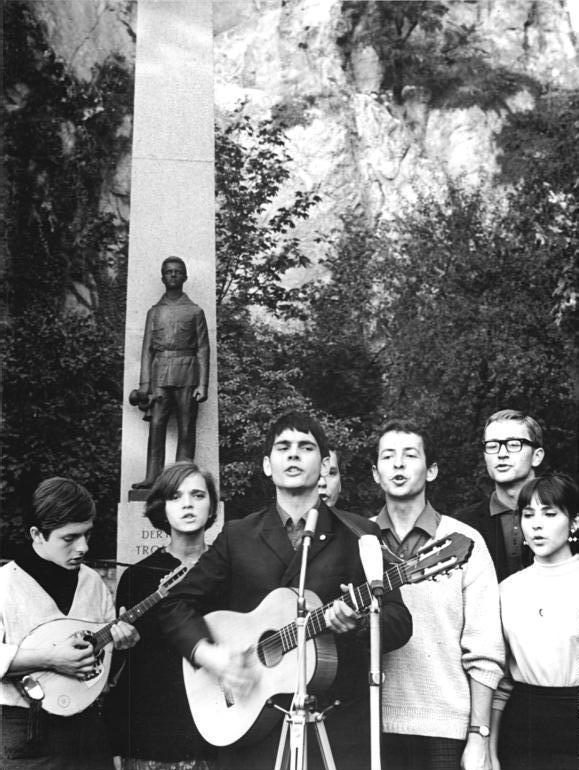
Oktoberklub 1967 vor dem Denkmal des Kleinen Trompeters

- In der DDR war Katjuscha fester Bestandteil des antifaschistischen Liedrepertoires. Zusätzlich befördert wurde seine Verbreitung durch den Gedanken der sozialistischen Völkerfreundschaft und der engen Verbundenheit mit der Sowjetunion. Verbreitet in der DDR war eine textlich leicht abgewandelte Version, die von Alexander Ott stammte und auf einer freien Übersetzung des Originals basiert. Den deutschen Liedtext spielte unter anderem der Rundfunk-Jugendchor der DDR sowie die Singgruppen-Formation Oktoberklub auf Schallplatten ein.

- In Westeuropa und den USA verbreitete sich das Lied ebenfalls. Eine frühe Version aus dem Jahr 1945 stammt von dem US-amerikanischen Jazz-Musiker und Swing-Entertainer Nat King Cole. In der Bundesrepublik nahm der auf russische Folklore spezialisierte Sänger Ivan Rebroff das Stück mit in sein Repertoire auf. Auf Diskothekenhit getrimmt, mit neuem Text und unter dem Titel Casatschock stürmte die Katjuscha-Melodie 1969/70 die Hitparaden. Die Uraufnahme der Casatschock-Variante stammte von der italienischen Sängerin Dori Ghezzi. Den französischen Text interpretierte die aus Israel stammende Sängerin Rika Zaraï, den spanischsprachigen der Franzose Georgie Dann. Die in Westdeutschland verbreitete Fassung trug den Zusatztitel Petruschka (traditioneller Volksclown, russisches Pendant zu Kasperle) und wurde von Dalida gesungen. Unter dem Originaltitel Katjuscha spielten in der ersten 1970er-Hälfte auch Karel Gott[6] sowie Peter Alexander[7] eingedeutschte Schlager-Varianten ein. Auch der im deutschsprachigen Raum bekannte Text In dem dunklen Wald von Paganowo wird zur gleichen Melodie gesungen, hat aber keinen Bezug zum russischen Originaltext.

Der Fall des Eisernen Vorhangs unterstützte nicht nur die grenzüberschreitende Verbreitung, sondern auch eine stilistische Auffächerung der Interpretationen.
- Im Westen wurde das Stück als russischer Schlager adaptiert. Eine weitere Version spielte 1991 die finnische Band Leningrad Cowboys ein – zunächst solo, zwei Jahre später anlässlich eines Live-Konzerts zusammen mit dem Chor der Roten Armee. Auch in der Punk- und Folkpunk-Szene wurde Katjuscha von unterschiedlichen Bands adaptiert. Im Jahr 1991 erschien unter dem Titel Heut nacht eine Punkrock-Version der Duisburger Band Dödelhaie. Die aus Potsdam stammende Band 44 Leningrad nahm den Song ebenfalls in ihr Repertoire auf. In einem Interview führte sie die Beliebtheit von Stücken wie Katjuscha oder Partisanen vom Amur auf eine gewisse Ostalgie-Stimmung zurück, die in den neuen Bundesländern verbreitet sei und der zufolge entsprechende Lieder beim Publikum eben gut ankämen. Allerdings betonte die Band, dass die moderne Interpretationsweise mindestens ebenso wichtig sei. Ihre Einschätzung: „Wir haben es geschafft, eine ganz typisch östliche Geschichte mit dem Westen zu verbinden. Eine Brücke zu bauen, die es noch nicht gab.“[8]
- In der GUS sowie anderen Ländern des ehemaligen Warschauer Pakts transportiert das Lied nach wie vor die Erinnerung an die leidvollen Erfahrungen im Zweiten Weltkrieg sowie das durch den Sieg wieder aufgerichtete Selbstbewusstsein. So gibt es hunderte von Estrada-, Orchester- und Karaoke-Einspielungen. Beispiele für der Estrada verbundene Künstler sind Georgi Winogradow, Sarah Gorby, Eduard Chil, Anna German, Dmitri Chworostowski und Vitas. Darüber hinaus existieren unterschiedliche Interpretationen im Bereich Rock, Elektronische Musik, Techno und House (beziehungsweise Popsa, der russischen Variante).
- Neuere Versionen spielten unter anderem die estnische Ethnopop-Formation Camille & The Band, die bulgarische Sängerin Dessy Dobreva, die Electronic-Formation Global Planet, die Folkpunk-Band Red Elvises und die tschechische Punkband Zina & The Stereophonic Punx ein. Kommerziell erfolgreiche, international bekanntgewordene Neueinspielungen im Bereich der Dance Music stammen von der Gruppe Moskwa Beat (2000) und der House-Formation The A.R.T (2005). Von Fans der russischen Fußballnationalmannschaft wird die Katjuscha-Melodie regelmäßig als Stadion-Mitsinghymne verwendet. Weltweit dürfte die Anzahl der eingespielten Versionen im vierstelligen Bereich liegen – darunter auch chinesische und japanische. Als Thema beziehungsweise Melodiezitat wurde das Lied in dem US-Kriegsfilm Die durch die Hölle gehen und der deutschen Produktion Der Untergang verwendet, ebenso in der japanischen Anime-Serie Girls und Panzer (gesungen von Hisako Kanemoto und Sumire Uesaka) sowie dem Nintendo-Spiel Super Dodge Ball.

## Text
Entsprechend den zahlreichen Abwandlungen und Adaptionen von Katjuscha kursieren auch unterschiedliche Textversionen. Die beiden bekanntesten – das italienische Partisanenlied Fischia il vento sowie der Disko-Hit Casatschock – verwenden lediglich die ursprüngliche Melodie. Der Text von Casatschock ersetzte den ursprünglichen Lied-Inhalt durch gängige, allgemein gehaltene Klischees über Sehnsucht, Wein sowie spielende Balalaikas. Als zusätzliches, musikalisch vom Original abweichendes Element führt er im Refrain den Kosakentanz Kasatschok ein. Ähnlich frei verfuhren auch andere Schlager-Eindeutschungen.
Die in der DDR gängige Version hingegen orientierte sich textlich eng am Original und passte diesen lediglich für die neue Songstruktur an. Hier die Gegenüberstellung von russischer Originalversion, Transkription in lateinische Schrift, deutscher Übersetzung und Original-Liedtext von Alexander Ott aus dem Jahr 1949.
| Original | Transkription | Übersetzung | Liedtext |
| --- | --- | --- | --- |
| Расцветали яблони и груши, Поплыли туманы над рекой. Выходила на берег Катюша, На высокий берег на крутой. Выходила, песню заводила Про степного, сизого орла, Про того, которого любила, Про того, чьи письма берегла. Ой ты, песня, песенка девичья, Ты лети за ясным солнцем вслед. И бойцу на дальнем пограничье От Катюши передай привет. Пусть он вспомнит девушку простую И услышит, как она поёт, Пусть он землю бережёт родную, А любовь Катюша сбережёт. Отцветали яблони и груши, Уплыли туманы над рекой. Уходила с берега Катюша, Уносила песенку домой. | Raszwetali jabloni i gruschi, Poplyli tumany nad rekoi. Wychodila na bereg Katjuscha, Na wyssoki bereg na krutoi. Wychodila, pesnju sawodila Pro stepnogo, sisogo orla, Pro togo, kotorogo ljubila, Pro togo, tschji pisma beregla. Oi ty, pesnja, pessenka dewitschja, Ty leti sa jasnym solnzem wsled. I boizu na dalnem pogranitschje Ot Katjuschi peredai priwet. Pust on wspomnit dewuschku prostuju I uslyschit, kak ona pojot, Pust on semlju bereschjot rodnuju, A ljubow Katjuscha sbereschjot. Otzwetali jabloni i gruschi, Uplyli tumany nad rekoi. Uchodila s berega Katjuscha, Unossila pessenku domoi. | Die Apfel- und die Birnbäume erblühten, Nebelschwaden lagen über dem Fluss, da ging Katjuscha hinaus aufs Ufer, auf das hohe, steile Ufer. Sie ging hinaus und sang ein Lied über einen grauen Steppenadler, über den, den sie liebte, über den, dessen Briefe sie bewahrte. Ach, du Lied, du kleines Lied eines Mädchens, fliege hinter der hellen Sonne her und bringe dem Krieger bei der fernen Grenze von Katjuscha einen Gruß. Er soll an sein einfaches Mädchen denken und hören, wie sie singt, er soll die heimatliche Erde beschützen und Katjuscha wird ihre Liebe bewahren. Die Apfel- und die Birnbäume verblühten, Nebelschwaden flossen über dem Fluss hinweg, Katjuscha verließ das Ufer, trug das Liedchen mit nach Haus. | Leuchtend prangten ringsum Apfelblüten, still vom Fluss zog Nebel noch ins Land. Durch die Wiesen ging hurtig Katjuscha, zu des Flusses steiler Uferwand. Und es schwang ein Lied aus frohem Herzen jubelnd, jauchzend sich empor zum Licht, weil der Liebste ein Brieflein geschrieben, das von Heimkehr und von Liebe spricht. O du kleines Lied von Glück und Freude, mit der Sonne Strahlen eile fort. Bring dem Freunde geschwinde die Antwort von Katjuscha Gruß und Liebeswort. Er soll liebend ihrer stets gedenken, ihrer zarten Stimme Silberklang. Weil er innig der Heimat ergeben, bleibt Katjuschas Liebe ihm zum Dank. Leuchtend prangten ringsum Apfelblüten; still vom Fluss zog Nebel noch ins Land. Fröhlich singend ging heimwärts Katjuscha einsam träumt der sonnenhelle Strand. |

Statt der fünften Strophe wird im Original häufig noch einmal die erste gesungen.

## Bekannte Versionen (Auswahl)
- 1938: Orchester Wiktor Knuschewizki (Gesang: Walentina Batischtschewa) – Katjuscha (Uraufführung, russisch)
- 1941: Lidija Ruslanowa – Katjuscha (russische Version)
- 1945: Nat King Cole – Katyusha (US-amerikanische Jazz-Version)
- 1965: Hootenanny Singers – Katjusha (finnische Version)
- 1966: Milva: Fischia il vento (bekannte Einspielung der italienischen Partisanenlied-Variante)
- 1966: Hein & Oss – Katjuscha auf der LP Soldatenlieder (russische Version)
- 1969: Dori Ghezzi – Casatschock (italienische Version)
- 1969: Rika Zaraï – Casatschock (französische Version)
- 1969: Georgie Dann – Casatschock (spanische Version)
- 1969: Peter Alexander – Katjuschka (deutsche Version)
- 1969: Dalida – Petruschka (Casatschok)
(deutsche Version)
- 1974: Karel Gott: Katjuscha (deutsche Version)
- 1986: Ivan Rebroff: Katjuscha (russisch; mit gekürztem Text)
- 1991: 44 Leningrad: Katjuscha (Speedfolk-Version)
- 1991: Dödelhaie: Heut nacht (deutschsprachige Punk-Adaption)
- 1991: Leningrad Cowboys: Katjuscha (Rock-Version)
- 1995: Modena City Ramblers: Fischia il vento
(Folkpunk-Version)
- 2000: Moskwa Beat – Katjuscha
(russisch; Euro-House-Version)
- 2005: The A.R.T.: Katjuscha (russische Version)
- 2007: Tolmatschowa-Schwestern Katjuscha
(russische Version)
- 2012: Girls und Panzer: Hisako Kanemoto und Sumire Uesaka: Katyusha (russische Version)
- 2013: Abney Park: Katyusha (englische Version)
- 2013: The Committee: Katherine's Chant[10]
- 2023: Streitkräfte Russlands: an den Krieg in der Ukraine und die Großmachtbestrebungen Russlands angepasster Text, u. a. „die strahlend rote Fahne wird über Berlin wehen“, als Rap vorgetragen am Vorabend des Tages des Verteidigers des Vaterlandes im Moskauer Luschniki-Stadion[11]

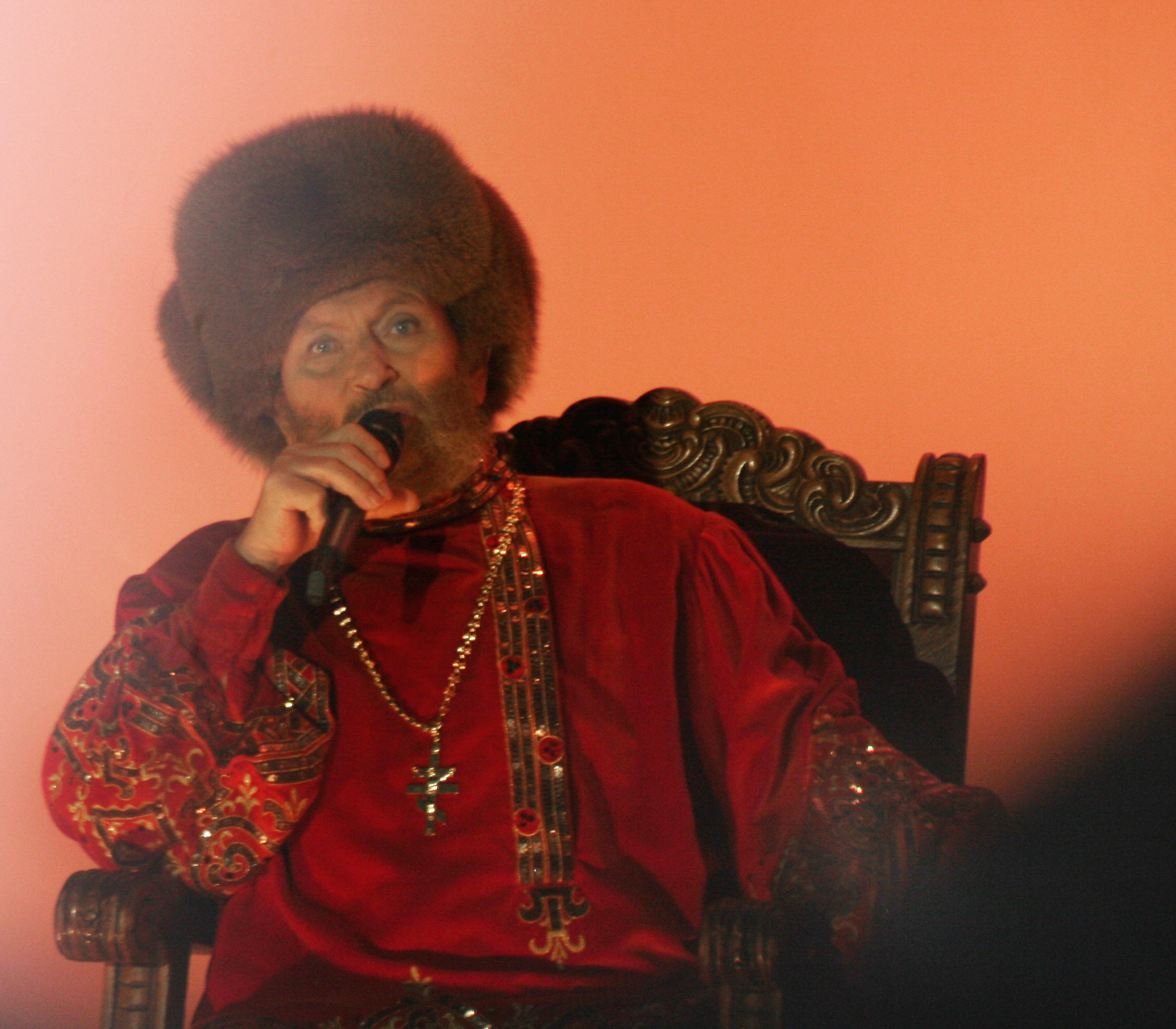
Ivan Rebroff machte das Lied vor allem in der Bundesrepublik Deutschland bekannt; 1986
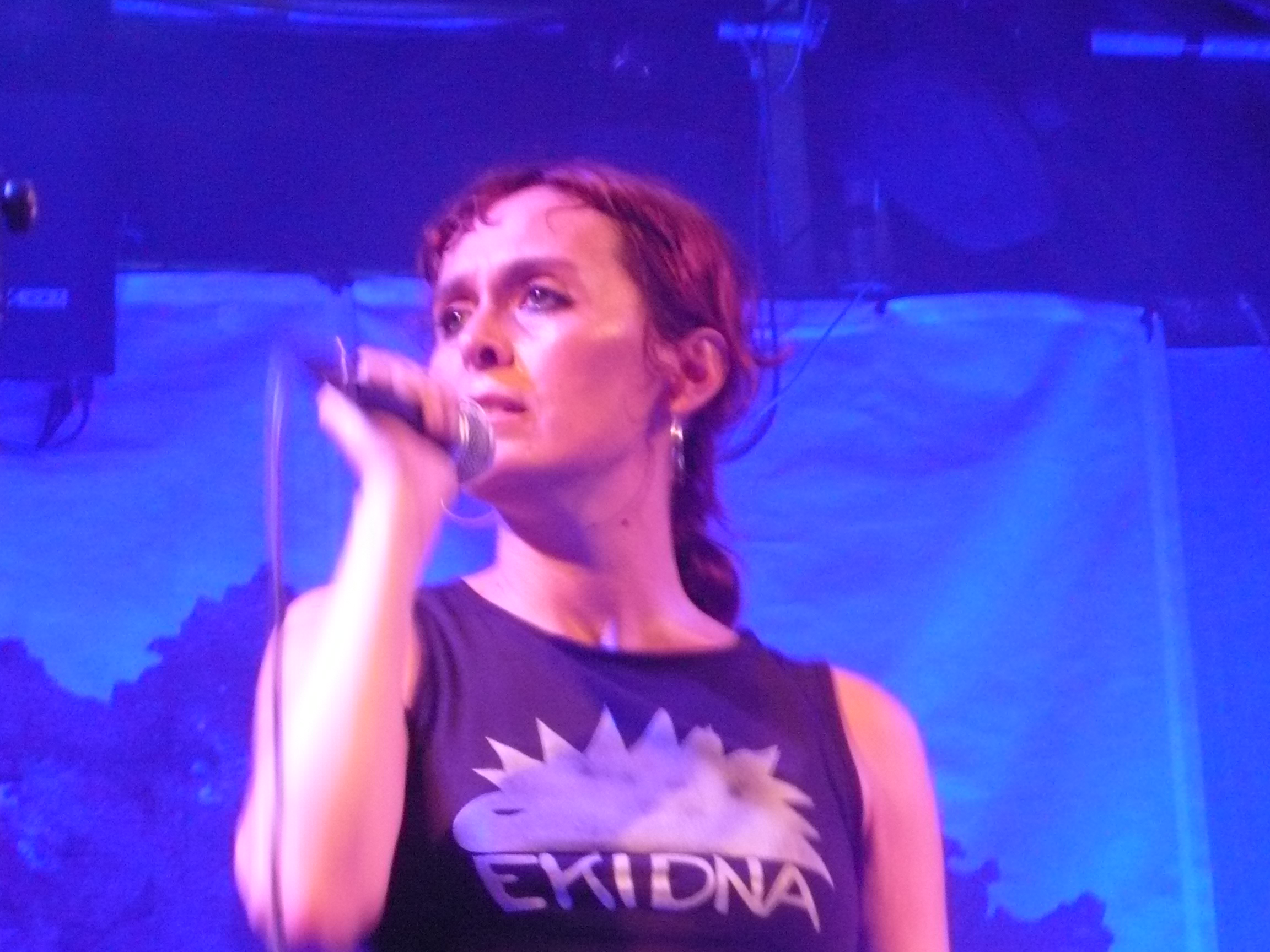
Betty Vezzani, Sängerin der italienischen Folkpunkband Modena City Ramblers; 2007 Rom
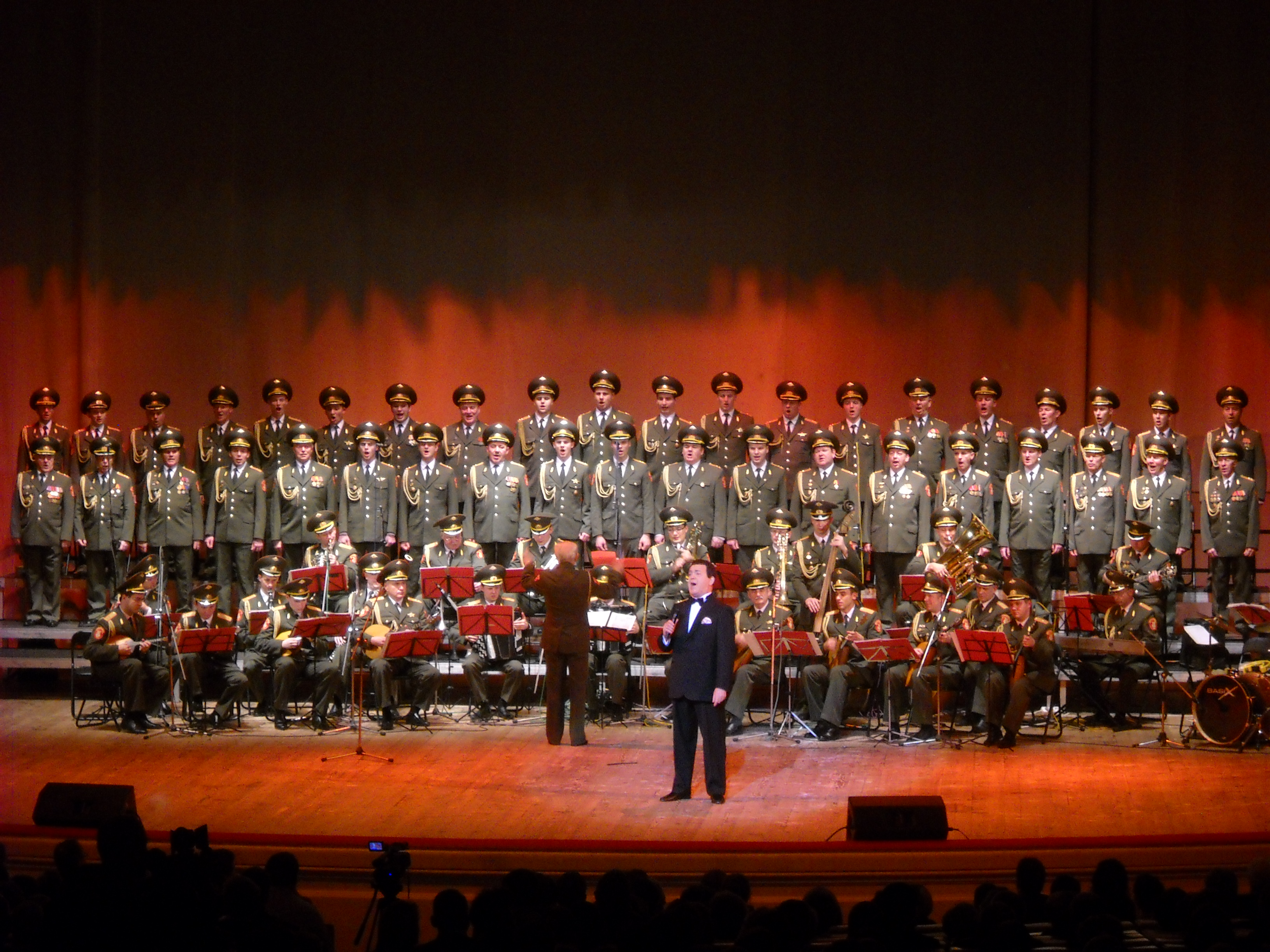
Chor der Roten Armee: Auftritt in Warschau; 2009
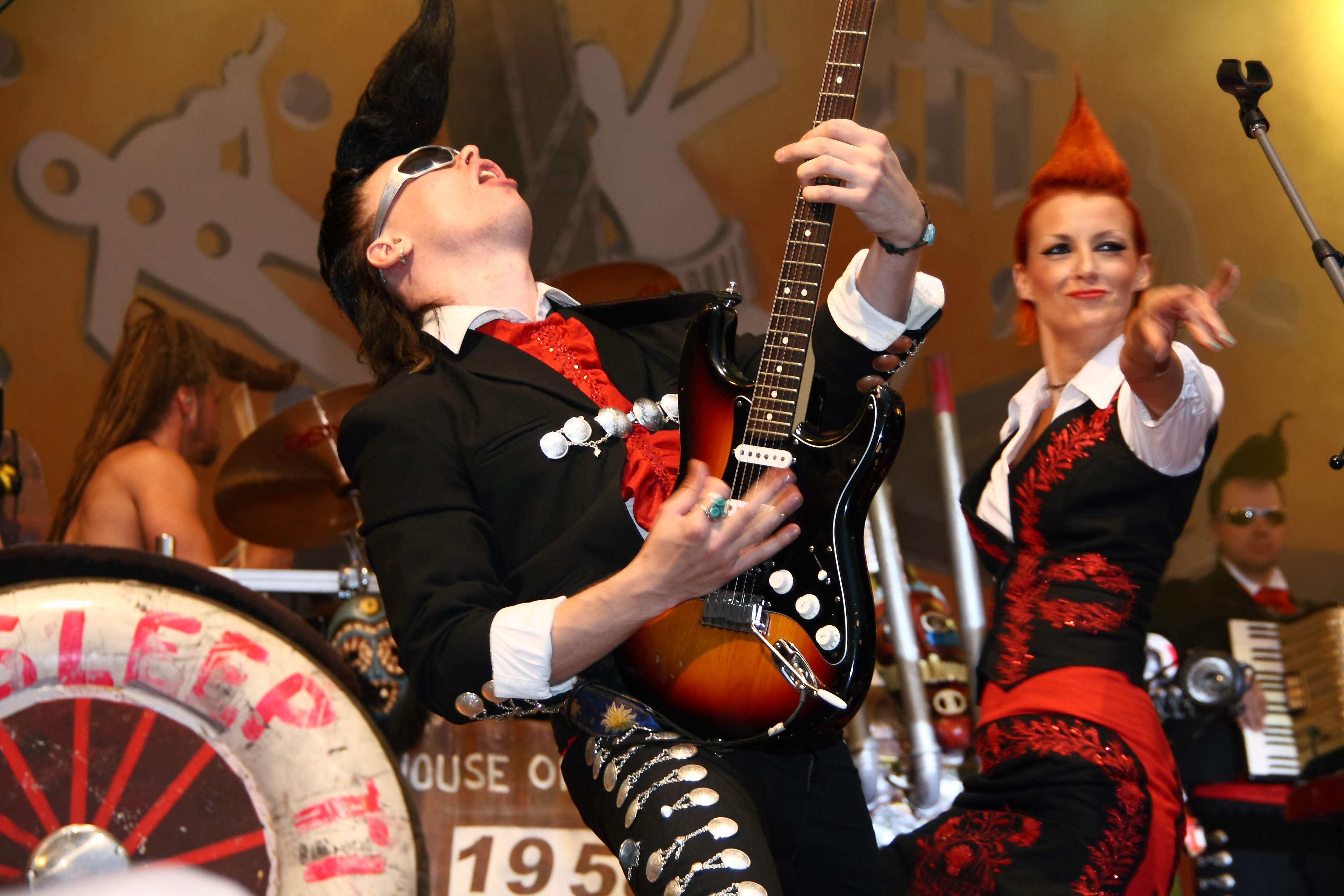
Leningrad Cowboys; 2010